# سعيد عرب
سعيد عرب (من مواليد 23 يوليو 2000) هو لاعب كرة قدم فرنسي محترف يلعب كلاعب خط وسط لنادي البطل الوطني باستيا بورغو على سبيل الإعارة من نادي باريس.

## حياته الشخصية
ولد سعيد في فرنسا، وهو عربي من أصل جزائري.